# Гарретт (округ)
Округ Га́рретт (англ. Garrett County) — крайний западный округ штата Мэриленд. Окружной центр — город Окленд.
Округ Гарретт граничит с Пенсильванией на севере, Западной Виргинией с запада и юга, и с округом Аллегейни на северо-востоке.
В Окленде средняя температура июля составляет 20 °С со средним максимумом 26 °С, средняя температура января — −3 °С со средним минимумом −8 °С. В 2000, в округе проживало 29 846 человек. Округ назван в честь крупного промышленника и президента железной дороги Балтимор — Огайо Джона У. Гарретта (en), который родился на нынешней территории округа.